# Jeanette MacDonald
Jeanette MacDonald (18 de juny de 1903, Filadèlfia – 14 de gener de 1965, Houston) va ser una cantant i actriu estatunidenca famosa sobretot per les comèdies musicals que va rodar en els anys 1930 amb Maurice Chevalier (Love Me Tonight,  The Merry Widow) i Nelson Eddy (Naughty Marietta, Rose Marie, i  Maytime). En el transcurs dels anys 1930 i 1940, va rodar 29 pel·lícules de les quals quatre van ser candidates a l'Oscar a la millor pel·lícula (The Love Parade,  One Hour with You , Maytime i  San Francisco). Va fer nombroses gravacions i va ser premiada amb tres discs d'or. Va actuar igualment a l'òpera, en concert, a la ràdio i a la televisió.

## Infantesa i començaments al teatre
Jeanette Anna MacDonald va néixer el 18 de juny de 1903 a la casa familiar del 5123 Arch Street, a Filadèlfia. Era la més petita de les tres filles de Daniel i Anna Wright MacDonald. Molt jove, va calçar les sabatilles de dansa i es va formar en cant clàssic a Wassil Leps, va participar en concerts religiosos, a festes escolars i es va presentar en espectacles per a nens.
El novembre de 1919, es va reunir a Nova York amb la seva germana Blossom i va aconseguir el seu primer contracte professional com a corista a The Demi-Tasse Revue, atracció musical presentada entre dues pel·lícules al Capital Theatre de Broadway (en aquesta atracció es va crear la cançó Swanee de George Gershwin). En ela anys següents, puja a poc a poc en la jerarquia dels artistes lírics a Broadway ; el 1929, en la comèdia musical Boom Boom, va mantenir el primer paper líric, amb el seu nom sota el títol (el repartiment incloïa també el jove Archie Leach, que havia de convertir-se més tard en Cary Grant.)
Aquest mateix any, Ernst Lubitsch va descobrir Jeanette MacDonald i li va proposar el primer paper femení de The Love Parade (1929), la seva primera pel·lícula sonora, amb Maurice Chevalier de company. Aquest primer dels seus vint-i-nou llargmetratges va ser un enorme èxit.

## La carrera cinematogràfica

### Els anys Paramount

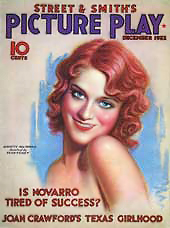
Jeanette MacDonald a la coberta de la revista de cinema Picture Play el desembre de 1932

Durant els dos anys 1929 i 1930, en l'efervescència de les primeres produccions parlades, Jeanette MacDonald va ser la protagonista de sis pel·lícules, quatre per la Paramount Pictures. En principi The Love Parade (1929), dirigida per Lubitsch, amb Maurice Chevalier ; l'any següent The Vagabond King, sumptuosa producció bicolor dels començaments del Technicolor (la Universitat de Califòrnia UCLA té l'única còpia en color coneguda); va participar aquell mateix any a Paramount on Parade, un d'aquests espectacles fastuosos on els grans estudis es presentaven amb les verdaderes veus de les seves estrelles fins llavors mudes ; va ser la vedette de Let’s Go Native, una història en una illa deserta i va ser finalment l'estrella de Monte Carlo (1930), gran clàssic de Lubitsch on va crear la cançó Beyond the Blue Horizon, que va gravar tres vegades en el transcurs de la seva carrera.
Considerant produir ella mateixa les seves pel·lícules, Jeanette MacDonald signa amb United Artists el 1930 per rodar The Lottery Bride (1930), comèdia que va ser un fracàs. És contractada llavors per a tres pel·lícules amb la Fox: a Oh, for a Man! (1930), encarna una cantant wagneriana; a Don't Bet on Women (1931); finalment Annabelle’s Affairs (1931) és una farsa deliciosa on encarna una sofisticada seductora novaiorquesa. De la pel·lícula que va rebre en aquell temps una acollida entusiasta, no queda cap bobina.
El 1931, deixa Hollywood per fer una gira europea. L'any següent, torna als Estats Units a rodar per la Paramount dues pel·lícules amb Maurice Chevalier. One Hour with You (1932), dirigida per George Cukor i Ernst Lubitsch, va ser rodada de manera simultània en anglès i en francès; cada escena, filmada en principi en anglès, es tornava a gravar en francès amb un repartiment francès, en els mateixos decorats i amb el mateix equip tècnic. No queda cap còpia coneguda d'aquesta pel·lícula. L'any següent, Rouben Mamoulian posa en escena Love Me tonight (1932) que molts consideren com l'obra mestra de la comèdia musical.

### Els anys MGM amb Nelson Eddy

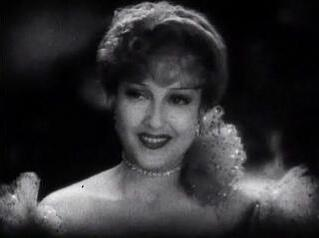
The Merry Widow (1934)

El 1933, Jeanette MacDonald va anar de nou a Europa. Hi va signar un contracte amb Louis B. Mayer i la seva primera pel·lícula per la MGM va ser The Cat and the Fiddle (1933), adaptació de l'èxit de Jerome Kern a Broadway. Tenia de company Ramón Novarro (Ben Hur); malgrat un d'esplèndid final en Tecnicolor, la pel·lícula no va tenir gran èxit. El 1934 The Merry Widow, dirigida per Ernst Lubitsh, amb Maurice Chevalier - adaptació de la cèlebre opereta de Franz Lehár de 1905 - aplaudit per la crítica, va ser un èxit a les grans ciutats d'Amèrica i d'Europa. Tanmateix, la pel·lícula no va guanyar gaire diners fora dels grans centres urbans i va tenir dificultats per pagar la inversió conseqüència d'un rodatge bilingüe en anglès i francès.
El 1935, va repartir per primera vegada el protagonisme amb un nou vingut, el baríton Nelson Eddy, a Naughty Marietta (1935), posada en escena per W.S. Van Dyke. Va ser un molt gran èxit artístic i comercial. L'any següent, va ser l'estrella de les dues produccions més rendibles de l'any : Rose Marie (1936) - drama familiar en les extensions salvatges del Canadà va ser un enorme èxit. Nelson Eddy, amb el famós barret dels "Mounties" (Policia muntada) canadencs, va fer una imatge icònica del Canadà als Estats Units. Després San Francisco amb Clark Gable i Spencer Tracy, història d'una soprano atrapada a la tempesta del terratrèmol de 1906 ; els efectes especials del terratrèmol sempre han estat considerats com exemplars. A la tardor de 1936, va començar el rodatge de Maytime, amb Nelson Eddy, que va haver de ser interromput per la mort del productor Irving Thalberg ; la versió acabada el 1937 és considerada com una de les millors comèdies musicals dels anys 1930.

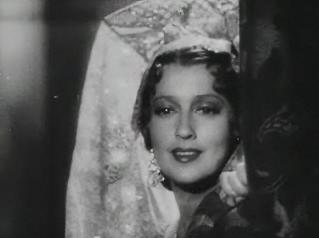
The Firefly (1937)

El 1937, Jeanette MacDonald va ser consagrada com a estrella, amb el seu nom sol al títol, a The Firefly. Mentre esclatava la Guerra a Espanya, la pel·lícula evocava una altra revolta espanyola, a l'època napoleònica. MacDonald tenia per a company Allan Jones. La col·laboració MacDonald-Eddy havia estat trencada des que Jeanette s'havia casat amb l'actor Gene Raymond. No obtenint les pel·lícules de Jeanette MacDonald i Nelson Eddy l'èxit esperat i per les protestes del públic, MGM va haver de reconstituir la parella en The Girl of the Golden West, segons l'òpera de Giacomo Puccini La fanciulla del West. Tanmateix, la pel·lícula no implicava pràcticament cap escena en comú de les dues estrelles.

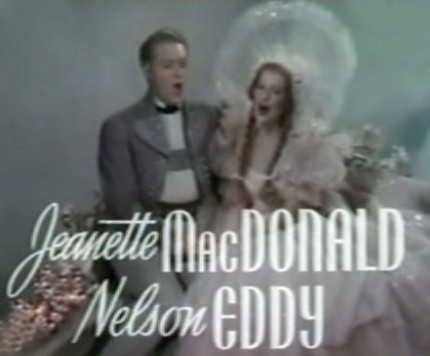
Nelson Eddy i Jeanette MacDonald al tràiler de Sweethearts (1938)

Louis B. Mayer havia promès a Jeanette que seria la protagonista de la primera pel·lícula en Technicolor de la MGM. Va mantenir la paraula amb Sweethearts (1938), amb Nelson Eddy de company. A diferència de la pel·lícula precedent, les dues estrelles hi tenien nombroses escenes comunes. De resultes d'una fals avortament de Jeanette (de Nelson Eddy, es diu) en el rodatge de Sweethearts , Mayer va anul·lar el rodatge de la parella a Let Freedom Ring. Nelson Eddy va rodar la pel·lícula sol, mentre que Jeanette MacDonald rodava Broadway Serenade  (1939) amb Lew Ayres.
Després de Broadway Serenade, Jeanette MacDonald va deixar Hollywood per a una sèrie de concerts i es va negar a prorrogar el seu contracte amb la MGM; tanmateix, després de diverses pròrrogues i per la insistència de Mayer, va acceptar rodar New Moon (1940) amb Nelson Eddy. La pel·lícula va ser un dels seus més grans èxits. Va rodar llavors Bitter Sweet (1940), versió en Tecnicolor de la peça Bitter Sweet de Noël Coward de 1929. Per a Smilin' Through, pel·lícula de 1941 en Technicolor James Stewart i Robert Taylor que havien de ser els seus companys de repartiment, van ser reemplaçats per Brian Aherne i Gene Raymond.
I Married an Angel (1942) conta la història d'un àngel que perd les seves ales la seva nit de noces. La qualitat de la pel·lícula va ser àmpliament alterada per nombrosos talls de la censura. Va ser l'última col·laboració de Jeanette MacDonald i Nelson Eddy. Eddy va recomprar el seu contracte a MGM i va marxar amb Universal; MacDonald va rodar una última pel·lícula per a MGM, Cairo (1942), una comèdia de baix pressupost sobre una història d'espionatge.

### Els últims anys

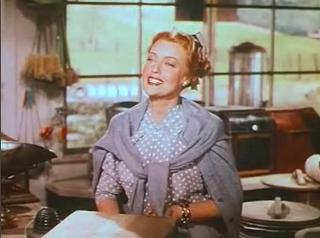
The Sun Comes Up (1949)

Jeanette MacDonald va seguir Nelson Eddy amb Universal on van projectar un rodatge en comú després d'acabar Phantom of the Opera (1943). Mentrestant, Jeanette havia fet una aparició a Follow the Boys (1944), producció extravagant que celebrava l'esforç de guerra de Hollywood i reunia més de quaranta estrelles, entre les quals Marlene Dietrich, W.C. Fields, Sophie Tucker i Orson Welles.
Després d'haver deixat la MGM el 1942, els dos artistes van treballar sovint a la ràdio. Esperaven poder rodar junts de nou i van elaborar diversos projectes en aquest sentit, considerant fins i tot finançar una producció amb els seus propis diners, però aquestes diverses temptatives van fracassar.
Després de cinc anys d'absència de les pantalles, Jeanette va tornar a signar amb la MGM per a dos films: Three Daring Daughters (1948), amb José Iturbi i The Sun Comes Up (1949), reunint dues de les principals estrelles de la MGM, Jeanette MacDonald i Lassie.
Fins a 1962, els estudis van considerar diversos projectes per reunir de nou les dues estrelles, però cap no es va dur a terme, sobretot pel delicat estat de salut de la cantant.
En el transcurs dels seus trenta-nou anys de carrera, Jeanette MacDonald va rebre dues estrelles sobre el Passeig de la Fama de Hollywood i va posar l'empremta dels seus peus en el ciment fresc davant el Grauman's Chinese Theater.

## Concerts i gravacions

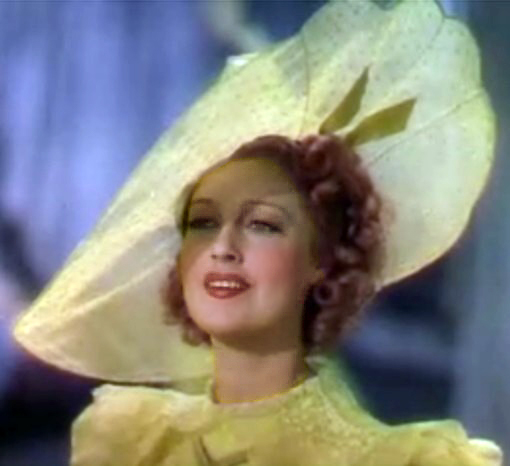
Sweethearts (1938)

A partir de 1931 i fins als anys 1950, Jeanette MacDonald va actuar regularment en concerts entre els seus rodatges. En la seva primera gira europea el 1931, va actuar a França i a la Gran Bretanya. Va fer la seva primera sèrie de concerts americans el 1939, després The Broadway Serenade. Va cantar diverses vegades al Hollywood Bowl, així com al Carnegie Hall.
Quan Estats Units va entrar en guerra el 1942, va participar en la fundació de l'"Army Emergency Relief" ("Socors d'Urgència de l'Exèrcit"). Per tal de recollir diners, posava els seus bis a les subhastes; recollint així més de 100.000 dòlars. Franklin Delano Roosevelt, de qui era, amb Nelson Eddy, una de les estrelles favorites, li va atorgar una distinció. Va anar igualment a la Casa Blanca amb els presidents Harry S. Truman i Dwight David Eisenhower.
Va haver de deixar de cantar en públic el 1960, a conseqüència de seriosos problemes de salut. A més a més dels seus problemes cardíacs, patia d'un tumor cerebral benigne però inoperable.
Jeanette MacDonald va gravar més de noranta cançons en el transcurs de la seva carrera, sota l'etiqueta RCA-Victor als Estats Units; ja havia gravat algunes peces sota l'etiqueta HMV en la seva gira europea de 1931. Va rebre amb Nelson Eddy tres Discos d'Or, l'últim per a un àlbum en duo amb Nelson Eddy de 1957.

## Òpera
Nelson Eddy tenia una formació d'artista lírica i després va fer-se actriu de cinema. Jeanette MacDonald tenia la base de la seva la formació en el cant d'òpera. Va demanar a la gran cantant wagneriana Lotte Lehmann de formar-la. Aquesta destaca: "Quan Jeanette MacDonald em va contactar perquè li donés lliçons, estava desitjosa de veure com una estrella de cinema prestigiosa, certament tocada per l'admiració de les multituds, seria capaç de sotmetre’s a la disciplina d'un art més exigent. Vaig tenir la sorpresa de la meva vida. No hi havia alumna més assídua, més seriosa, més mal·leable que Jeanette MacDonald. Les lliçons que havia començat amb una curiositat sospitosa es van convertir per a mi en un encís. Vam estudiar juntes Margarida, després dels lieder. És el que em va sorprendre més. Estic segura que Jeanette hauria pogut ser una gran cantant de lieder si hagués tingut temps de dedicar-s'hi."
Jeanette MacDonald va començar a l'òpera amb el paper de Julieta de Romeo i Julieta de Gounod a Montreal, després a Quebec, Ottawa i Toronto (1943). Va saltar als Estats Units amb el mateix paper a Chicago el 1944. Va cantar igualment Marguerite en el Faust de Gounod a Chicago el 1945 i va reprendre aquests papers a Cincinnati. El 1951, va tornar amb una producció de Faust a Philadèlfia. Es van lloar la seva facilitat vocal i la seva comprensió per la prosòdia francesa.

## Ràdio i televisió

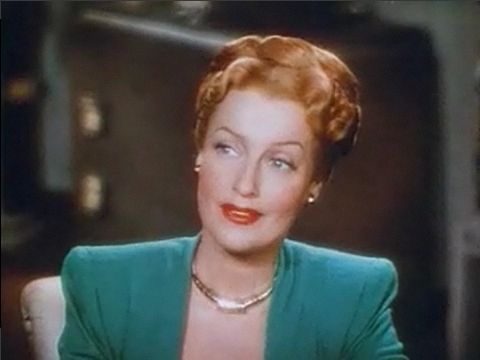
Three Daring Daughters (1948)

La intensa activitat radiofònica de Jeanette MacDonald va començar el 1929 amb l'emissió Publix Hour. Va animar la seva pròpia emissió, Vicks Open House, de setembre de 1937 a març de 1938. Tanmateix, conjugant difícilment les seves múltiples activitats, no va renovar el seu contracte i es va limitar des de llavors a participacions com a estrella convidada.
Va interpretar múltiples adaptacions a la ràdio dels seus èxits cinematogràfics, sovint en companyia de Nelson Eddy en programes com Lux Radio Theatre de Cecil B. DeMille. Entre aquests adaptations: La Vídua Alegre, La Fuga De Mariette, Rose Marie, Maytime, etc. Entre les seves altres cites radiofòniques: The Prudential Family Hour, Screen Guild Playhouse i The Voice of Firestone que presentava els millors cantants lírics del moment. El 1953, en el l'entronització del president Dwight David Eisenhower, Jeanette Mac Donald va cantar l'himne nacional dels Estats Units en una retransmissió nacional a la ràdio i a la televisió.
A la televisió, Jeanette MacDonald va participar sobretot com a estrella convidada. Va cantar en l'emissió The Voice of Firestone el novembre de 1950. El desembre de 1952, en el programa This Is Your Live del qual era la invitada, Eddy Nelson va cantar l'ària que havia interpretat en el seu matrimoni amb Gene Raymond, cosa que la va fer plorar.
Jeanette i Nelson van fer la seva primera aparició en duo en el Lux Video Theatre Holiday Special el desembre de 1956. Ell cantaren igualment diverses àries l'any següent en el programa televisat The Big Record.
Va fer la seva última actuació televisada com a actora en Playhouse 90 el 28 de març de 1957.

## Gires teatrals
El 1951, Jeanette MacDonald fa una llarga gira teatral amb el seu marit Gene Raymond; interpretaven The Guardsman de Ferenc Molnár. Malgrat la fluixa crítica, les sales eren plenes.
A mitjans dels anys 1950, Jeanette MacDonald va reprendre la gira d'antigues produccions de Bitter Sweet i de The King and I. El 1956, a Kansas City va patir una crisi cardíaca; MacDonald llavors va haver de limitar la seva activitat i va acabar la seva carrera professional el 1959. MacDonald va actuar algunes vegades en night-clubs. Cantava i ballava el 1953 a "The Sands and the Sahara" de Las Vegas, al "Coconut Grove" de Los Angeles el 1954 i de nou al "Sahara" el 1957, però no es trobava còmoda en l'atmosfera de fum d'aquestes sales.

## Contribució a l'esforç de guerra
Després de l'entrada dels Estats Units en la Segona Guerra Mundial el desembre de 1941, Jeanette MacDonald va continuar cantant en l'escena i a la ràdio, però l'essència de la seva activitat va ser consagrada a l'esforç de guerra. Va contribuir a la fundació del Women's Volontary Service i a l'Army Emergency Relief. El 1943, va recollir més de 100.000 dòlars, en particular pels seus bis en els concerts patriòtics, cosa que li va valer una decoració atorgada per Franklin Delano Roosevelt. En aquests concerts, va comprovar amb sorpresa que l'ària més demanada era l'Ave Maria de Gounod. Quan era a Hollywood, i a petició del tinent Ronald Reagan, va cantar, davant una multitud de soldats a punt d'embarcar cap al Pacífic sud, el The Battle Hymn of the Republic, acompanyat de 20.000 veus.

## Matrimoni
El 16 de juny de 1937, Jeanette MacDonald es va casar amb Gene Raymond, un actor ros amb un físic molt semblant al de Nelson Eddy, en una cerimònia tradicional a l'església metodista de Wilshire a Los Angeles. Entre les seves senyoretes d'honor, es trobaven Ginger Rogers i Fay Wray. Gene Raymond era també autor de cançons i MacDonald inclou dues de les seves cançons en els seus concerts. La parella va gravar algunes àries a duo, va fer una gira de la peça The Guardman; però malgrat algunes proves d'actuar junts, com en la pel·lícula Smiling' Through, no van tenir mai un gran èxit com a parella. Segons diverses fonts, Gene Raymond hauria tingut nombroses relacions masculines, cosa que hauria desestabilitzat el seu matrimoni. En la seva autobiografia pòstuma, Jeanette MacDonald refereix diverses separacions i greus problemes conjugals. Després la seva mort, Gene Raymond i els seus amics van negar amb fermesa aquestes al·legacions.

## Mort
En els seus últims anys, Jeanette MacDonald patia problemes cardíacs. La seva salut es va degradar el 1963 i van haver de fer-li un by-pass arterial a l'Hospital metodista de Houston a Texas. Nelson Eddy, llavors de gira a Austràlia, aconsegueix desfer-se de
les seves obligacions i va tornar d'urgència als Estats Units, a la capçalera de Jeanette. Després de l'operació, va fer una pleuresia i va haver de ser hospitalitzada dos mesos i mig. Nelson Eddy era al seu costat quan va ser admesa d'urgències en el Centre mèdic de la Universitat de Califòrnia (UCLA) a finals de desembre de 1964 per ser operada d'adherències abdominals. Va poder tornar a casa seva per Cap d'Any. A començaments de gener, Gene Raymond la va fer portar de nou a Houston on ell esperava que el Dr. Michael DeBakey, pioner de la cirurgia cardíaca, podria realitzar amb Jeanette el mateix miracle del que havia obtingut sobre el Duc De Windsor. Va ser admesa a l'hospital el 12 de gener de 1965 i va ser preparada per a l'operació. Jeanette MacDonald va morir dos dies més tard, el 14 de gener de 1965 a les 16:32. El seu marit Gene Raymond era a la seva capçalera. Les seves últimes paraules al seu marit van ser "t'estimo"; va respondre "t'estimo també"; va somriure i va morir.
Jeanette MacDonald va ser inhumada el 18 de gener de 1965 en un celler del "Forest Lawn Memorial Park" a Glendale a Califòrnia. Entrevistat la tarda de la seva mort, Nelson Eddy es va marejar. Va sobreviure dos anys Jeanette MacDonald.
Deu anys després de la mort de la seva esposa, Gene Raymond es va casar de nou amb una rica hereva canadenca. Va morir el 3 de mai de 1998, a prop dels 90 anys, i va ser enterrat amb Jeanette MacDonald.

## Controvèrsia
Segons la biògrafa de Sharon Rich, Jeanette MacDonald i Nelson Eddy haurien mantingut una molt llarga relació, interrompuda de tant en tant per les seves obligacions professionals respectives, que hauria començat abans del matrimoni de Jeanette amb Gene Raymond i no s'hauria acabat fins a la mort de l'actriu. Aquesta tesi sembla corroborada per nombrosos testimoniatges de la família i d'amics així com per escrits personals de Jeanette. Edward Baron Turk, un altre biògraf, nega que hagi tingut aquesta relació, però no té per a font més que una llarga entrevista de Gene Raymond.
En la seva autobiografia pòstuma, Jeanette MacDonald va escriure: "Recordo que quan vaig veure Nelson per primera vegada, responia gairebé exactament a tot el que demanava d'un home." Menciona més endavant que "l'atracció que Nelson i jo tenim l'un per a l'altre" i no calla els seus problemes conjugals amb Gene Raymond des de la seva lluna de mel i, de nou, en els anys 1950.

## Filmografia
- 1929: The Love Parade d'Ernst Lubitsch
- 1930: The Vagabond King de Ludwig Berger
- 1930: Monte-Carlo d'Ernst Lubitsch
- 1930: Let's Go Native de Leo McCarey
- 1930: The Lottery Bride de Paul L. Stein
- 1930: Oh, for a Man! de Hamilton MacFadden
- 1931: Don't Bet on Women de William K. Howard
- 1931: Annabelle's Affairs d'Alfred L. Werker
- 1932: One hour with you d'Ernst Lubitsch
- 1932: Love Me tonight de Rouben Mamoulian
- 1934: La viuda alegre (The Merry Widow) d'Ernst Lubitsch
- 1935: The Cat and the Fiddle de William K. Howard
- 1935: Naughty Marietta de W.S. Van Dyke
- 1936: Rose Marie de W.S. Van Dyke
- 1936: San Francisco de W.S. Van Dyke
- 1937: Maytime de Robert Z. Leonard
- 1937: The Firefly de Robert Z. Leonard
- 1938: The Girl of the Golden West de Robert Z. Leonard
- 1938: Sweethearts de W.S. Van Dyke
- 1939: Broadway serenade de Robert Z. Leonard
- 1940: New Moon de Robert Z. Leonard
- 1940: Bitter Sweet de W.S. Van Dyke
- 1941: Smilin' Through de Frank Borzage
- 1942: I Married an Angel de W.S. Van Dyke
- 1942: Cairo de W.S. Van Dyke
- 1944: Follow the Boys de A. Edward Sutherland
- 1948: Three Daring Daughters de Fred M. Wilcox
- 1949: The Sun comes up de Richard Thorpe